# Eton Fives
Eton Fives é um esporte de mão derivado do jogo britânico Fives, é similar ao Rugby Fives, jogado em duplas em uma quadra de três-lados. É uma mistura de handebol com squash. O objetivo é forçar o outro time a falhar no ataque da bola em frente a parede, usando variedades de golpes e combinações. Eton Fives é um esporte impopular, com pouquíssimas quadras, encontradas principalmente em escolas públicas do Reino Unido.

## História
Eton Fives é um esporte desenvolvido no século XIX no Eton College, Inglaterra. O espaço que costumava ser a quadra era baseado numa área da capela do Eton College, onde A. C. Ainger e alguns amigos desenvolveram uma simples lista de regras em 1877. As regras tem sido modificadas desde então, mas as regras essenciais vão deste período.

## Referencias
1. ↑  «História». Consultado em 30 de dezembro de 2015

## ligações Externas
- Sítio da Federação Eton Fives
- Encyclopaedia Britannica artigo